# Urie McCleary
Urie McCleary (10 de julho de 1905 — Los Angeles, 12 de dezembro de 1980) é um diretor de arte estadunidense. Venceu o Oscar de melhor direção de arte em duas ocasiões: por Blossoms in the Dust e Patton.